# Neachryson orientale
Neachryson orientale är en skalbaggsart som beskrevs av Fisher 1940. Neachryson orientale ingår i släktet Neachryson och familjen långhorningar. Inga underarter finns listade i Catalogue of Life.